# Atomic Bomberman
『Atomic Bomberman（アトミック・ボンバーマン）』はInterplay Entertainmentが1997年7月31日に発売したPCゲームで、日本では販売されていない。ジャンルはアクションゲーム。

## 概要
ボンバーマンシリーズでは珍しく日本では発売されていないゲームで製作も発売もハドソンではない。ストーリーモードがなく、あるのは対戦モードだけで、ネットで他のプレイヤーと対戦することができる。また、内蔵レベルエディターで好きなステージを作り、外部ファイルに出力することができる。
日本のボンバーマンとはいくつか相違点があり、例えばボンバーマンのデザインはロボットらしさが強調されている。また、爆弾と爆風の色はスーパーボンバーマン2と同様に爆弾を置いたボンバーマンの色と同じになっている。また、移動速度が遅くなるアイテムが下駄から亀に変更されており、ドクロマークのデザインも若干異なる。
キャラクターは身体が四散するなどといったグロテスクな死に方をすることが多い。完全に囲まれてしまった場合には、その場で祈ったり泣き出すなど、何らかのアクションをとる。
なお、このゲームにはチャーリー・アドラーとビリー・ウェストの音声が搭載されている。

## ゲームルール
- 個人プレイもしくはチームプレイを選択できる。チームプレイの場合、各ボンバーマンがチームと同じ色(白or赤)になり、違う色のボンバーマンを倒すだけでクリアができる。また個人プレイ限定で「撃破ルール」を選択できる。
- 時限内で敵を全滅する。時間がゼロになると強制ドロー。オプションより、残り時間が1分以下と壁が出現し、戦場を狭くすることも可能。
- プレイヤーはたまに「DUD!」の爆弾(いわゆる不発弾)を置く。この爆弾の誘爆時間が通常より10秒長いだけで、普通に爆発できる。
- 敵を倒すと+1ポイントで、自滅すると-1(ただし撃破ルールの場合、自滅は0ポイント扱い)。壁に挟まれミスするでも0ポイントになる。
- 合計勝利数、もしくは合計撃破数で優勝者を決める。オプション「ゴールドボンバーマン」がONにしたら、優勝者が次回プレイからランダムに1つのアイテムを入手し、それを持ちながらゲームを開始する。

### ステージ
レベルエディターとは別に選択することができ、仕掛けの存在するステージもある。
- 緑のレンガ - 草と岩とレンガで構成する通常ステージ。
- レトロレンガ - 初代ボンバーマンとほぼ同じのスタイル。
- アイスホッケー場 - 地面が滑る。少数の矢印があり、蹴り爆弾を誘導できる。
- ピラミッド - 矢印が大量。
- 鉱山 - 転移する穴が4つあり、穴に爆弾を置くことはできない。残り時間が1分以下と穴が消える。
- 砂浜 - 木箱を爆破し進める通常ステージ。
- 海底 - 何故か爆弾が普通に爆発する通常ステージ。
- 宇宙船 - 妙なブロックが配置してある。
- 廃棄屋敷 - 数秒たびに、ソフトブロックが1つ出現する。中にアイテムが無い。
- 森の中 - あちこちにジャンプ台があり、乗ると周辺24マスのどこかに飛ばされる。残り時間が1分以下とジャンプ台が消える。
- 都市の排水道 - フィールドを一周するベルトコンベアーがある。もちろん上に載せる爆弾も動かせる。
- ランダム - 毎回上記ステージのいずれかを選べるということになっているが、何故かアイスホッケー場と宇宙船が出現しない。

## 操作方法
4方向キーと2ボタンを使用する。Iボタンは爆弾置きで、IIボタンは移動中の自分の爆弾を止める。また一部のアイテムはボタンで振り分け、押すと使用する。

## アイテム
レンガブロックを破壊すると出現する。相手を倒すと持ち物が全て地面に落ちる。投げ爆弾でプレイヤーをノックするとミスにならないが、2-3個のアイテムが落とす。アイテムは爆風に当たると消滅するが、オプションより、ドクロのみが消滅されず、別の場所で再生することも可能。ただしスーパードクロは対象外。
- 爆弾

セットできる爆弾の数が1個（上限あり）増える。後述の「リモコン」を持つ場合、リモコンボムも1つ補給する。
- 火力

爆弾の爆風が1マス(上限あり)伸びる。
- ローラースケート

移動速度が上がる。
- キック

爆弾を蹴ることができる。移動ルートが一直線であり、先述のIIボタンで自分の爆弾を止める。
- ドクロ

後述の異常状態を1つかかる。このアイテムのみ、内蔵ヘルプでの見た目が違う。
- ラインボム

爆弾を置ける状態でもう一度Iボタンを押すと、持てる数だけ爆弾を前方に一気に置ける。手袋との併用不可。
- 手袋

爆弾を置ける状態でIボタンを押しながら爆弾を持ち上げ、ボタンを離すと3マス先に投げ出す。ラインボムとの併用不可。投げられた爆弾がブロックの上に乗ると一直線で移動し続ける。
- リモコン

見た目は「TR」を書いた爆弾。現時点で持っている爆弾数の分だけ、リモコン式爆弾（BOOMを書いている）を補給する。セットした後、IIボタンで誘爆できる。グローブ、ゼリーとの併用不可。
- グローブ

IIボタンを押すとパンチを出し、目の前の爆弾を3マス先に吹き飛ばす。リモコンとの併用不可。
- ゼリー

見た目は紫色のしずく。取ると爆弾がゼリーのようにぷよぷよになり、蹴ると止めない上に、壁に当たると逆方向にバウンドし、壁の上にいるとランダムな方向で移動する。リモコンとの併用不可。
- 黄金の火力

爆弾の爆風を無限に伸びる。
- スーパードクロ

後述の異常状態を2-3つかかる。
- ランダム

上記のアイテムをランダムに獲得。レベルエディターより内容を調整出来る。
- 亀

「ゴールドボンバーマン」のルーレットのみ出現。移動速度が最低になる。

### 異常状態
様々なマイナス効果がある。多数はしばらく経つと元に戻り、一部はアイテムを拾うと稀に解除する。効果中で他人に接触させて効果を共有する事も可能。
- 駿足病 - 移動スピードが極端に速くなる。
- 鈍足病 - 移動スピードが極端に遅くなる。
- 設置不能 - 爆弾が全く設置できなくなる。
- ショートフレイム - 爆弾の火力が最小（1ブロック分）になる。ただし黄金の火力がある場合は効果ない。
- ショートフューズ - 爆弾を設置してから爆発するまでの時間が1秒になる。
- ゲリ - 勝手に爆弾を設置してしまう。Iボタンのアイテムがある場合、それも発揮する。IIボタンは使用出来ない。また、移動速度が少し上がることもある。
- 交換 - 自分と相手キャラの位置が変わる。
- リバース - 十字キーの操作が逆になる。